# 约翰·舍纳
约翰内斯·舍纳（德語：Johannes Schöner，1477年1月16日—1547年1月16日），或作约翰·舍纳（Johann Schönner），德国地理学家、天文学家、数学家、制图学家。以制作地球仪的精良技术驰名欧洲。

## 生平
约翰·舍纳生于卡尔施塔特。早年在埃尔福特求学。1500年，他在班贝格成为教士，并开办印刷所，开始制作地图和地球仪。1526年，成为纽伦堡的数学教师。1547年在纽伦堡逝世。
约翰·舍纳持有1507年印制的一份瓦尔德泽米勒地图，并以此为基础绘制世界地图。1520年，约翰·舍纳制作的世界地图画出了南方大陆和南极大陆的轮廓。

## 纪念
火星上的一座环形山以其命名。
其故乡卡尔施塔特的一所中学亦以其为名（Johann-Schöner-Gymnasium）。

## 相关书目
- Hessler, John W. . Washington, DC: Library of Congress. 2013. ISBN 978-1-907804-16-8. OCLC 801355393.